# Padma Vibhushan
Der Padma Vibhushan (Hindi पद्म विभूषण) ist nach dem Bharat Ratna der zweithöchste indische zivile Verdienstorden. Der Orden und die zugehörige Verleihungsurkunde werden vom indischen Staatspräsidenten jährlich am 26. Januar, dem „Tag der Republik“, verliehen.
Die Auszeichnung wurde zum 2. Januar 1954 eingeführt. Mit ihr werden Personen für außergewöhnlich herausragende Leistungen für die indische Nation, gleich auf welchem Gebiet, geehrt. Vom 13. Juli 1977 bis zum 26. Januar 1980 war die Verleihung des Preises ausgesetzt worden.
Der dritthöchste Orden ist der Padma Bhushan, der vierthöchste der Padma Shri.

## Ordensträger
| Jahr | Name                                        |
| ---- | ------------------------------------------- |
| 1954 | Satyendranath Bose                          |
| 1954 | Zakir Hussain                               |
| 1954 | Balasaheb Gangadhar Kher                    |
| 1954 | Jigme Dorje Wangchuck                       |
| 1954 | Nand Lal Bose                               |
| 1954 | V. K. Krishna Menon                         |
| 1955 | Dhondo Keshav Karve                         |
| 1955 | Jehangir Ratanji Dadabhoy Tata              |
| 1956 | Chandulal Madhavlal Trivedi                 |
| 1956 | Fazal Ali                                   |
| 1956 | Jankibai Bajaj                              |
| 1957 | Ghanshyam Das Birla                         |
| 1957 | Motilal Chimanlal Setalvad                  |
| 1957 | Sri Prakasa                                 |
| 1958 | nicht verliehen                             |
| 1959 | John Matthai                                |
| 1959 | Radhnobinod Pal                             |
| 1959 | Gaganvihari Lallubhai Mehta                 |
| 1960 | Naryana Raghvan Pillai                      |
| 1961 | nicht verliehen                             |
| 1962 | V. R. Krishna Iyer                          |
| 1962 | Padmaja Naidu                               |
| 1962 | Vijaya Lakshmi Pandit                       |
| 1963 | A. Lakshmanaswami Mudaliar                  |
| 1963 | Suniti Kumar Chatterji                      |
| 1963 | Hari Vinayak Pataskar                       |
| 1964 | Gopinath Kaviraj                            |
| 1964 | Acharya Kalelkar                            |
| 1965 | Arjan Singh                                 |
| 1965 | Joyanto Nath Chaudhuri                      |
| 1965 | Mehdi Nawaz Jung                            |
| 1966 | Valerian Kardinal Gracias                   |
| 1967 | Bhola Nath Jha                              |
| 1967 | Chandra Kisan Daphtary                      |
| 1967 | Hafix Mohammed Ibrahim                      |
| 1967 | Pattadakal Venkanna R. Rao                  |
| 1968 | Madhav Shrihari Aney                        |
| 1968 | Subrahmanyan Chandrasekhar                  |
| 1968 | Prasanta Chandra Mahalanobis                |
| 1968 | K. Vaidyanatha Kalyana Sundaram             |
| 1968 | Kripal Singh                                |
| 1969 | Har Gobind Khorana                          |
| 1969 | Mohan Sinha Mehta                           |
| 1969 | Dattatraya Shridhar Joshi                   |
| 1969 | Ghananand Pande                             |
| 1969 | Rajeshwar Dayal                             |
| 1970 | Binay Ranjan Sen                            |
| 1970 | Tara Chand                                  |
| 1970 | Paramasiva Prabhakar Kumaramangalam         |
| 1970 | Suranjan Das                                |
| 1970 | Harbaksh Singh                              |
| 1970 | A. Rameswami Mudaliar                       |
| 1970 | Anthony Lancelot Dias                       |
| 1971 | Vithal Nagesh Shirodkar                     |
| 1971 | Balaram Sivaraman                           |
| 1971 | Bimal Prasad Chaliha                        |
| 1971 | Uday Shankar                                |
| 1971 | Sumati Morarjee                             |
| 1971 | Allauddin Khan                              |
| 1972 | S. M. Nanda                                 |
| 1972 | Pratap Chandra Lal                          |
| 1972 | Aditya Nath Jha                             |
| 1972 | Jivraj N. Mehta                             |
| 1972 | P. Balacharya Gajendragadkar                |
| 1972 | Vikram Sarabhai                             |
| 1972 | Sam Manekshaw                               |
| 1972 | Ghulam Mohammed Sadiq                       |
| 1972 | Hormasji Maneckji Seervai                   |
| 1973 | Daulat Singh Kothari                        |
| 1973 | Nagendra Singh                              |
| 1973 | Tirumalrao Swaminathan                      |
| 1973 | U. N. Dhebar                                |
| 1973 | Basanti Devi                                |
| 1973 | Nellie Sengupta                             |
| 1974 | V. Kasturi Ranga Varadarja Rao              |
| 1974 | Binode Behari Mukherjee                     |
| 1974 | Harish Chandra Sarin                        |
| 1974 | Niren De                                    |
| 1975 | Basanti Dulal Nag Chaudhuri                 |
| 1975 | Chintaman Dwarkanath Deshmukh               |
| 1975 | Durgabai Deshmukh                           |
| 1975 | Premlila Vithaldas Thackersey               |
| 1975 | Raja Ramanna                                |
| 1975 | Homi Nusserwanji Sethna                     |
| 1975 | M. S. Subbulakshmi                          |
| 1975 | Mary Clubwala Jadhav                        |
| 1976 | Bashir Hussain Zaidi                        |
| 1976 | Kalpathi Ramakrishna Ramanathan             |
| 1976 | Kalu Lal Shrimali                           |
| 1976 | Giani Gurmukh Singh Mussafir                |
| 1976 | Keshava Shankar Pillai                      |
| 1976 | Salim Ali                                   |
| 1976 | Satyajit Ray                                |
| 1977 | Om Prakash Mehra                            |
| 1977 | Ajudhia Nath Khosla                         |
| 1977 | Ajoy Kumar Mukherjee                        |
| 1977 | Ali Yavar Jung                              |
| 1977 | Chandeshwar Prasad Narayan Singh            |
| 1977 | T. Balasaraswati                            |
| 1978 | nicht verliehen                             |
| 1979 | nicht verliehen                             |
| 1980 | Rai Krishnadasa                             |
| 1980 | Bismillah Khan                              |
| 1981 | Satish Dhawan                               |
| 1981 | Ravi Shankar                                |
| 1982 | Mira Behn                                   |
| 1983 | nicht verliehen                             |
| 1984 | nicht verliehen                             |
| 1985 | C. N. R. Rao                                |
| 1985 | Mambillikalathil Kumar Menon                |
| 1986 | Autar Singh Paintal                         |
| 1986 | Birju Maharaj                               |
| 1986 | Murlidhar Devidas Amte                      |
| 1987 | Benjamin Peary Pal                          |
| 1987 | Manmohan Singh                              |
| 1987 | Arun Shridhar Vaidya                        |
| 1987 | Kamaladevi Chattopadhyay                    |
| 1988 | Kuppalli Venkatappa Puttappa                |
| 1988 | Mirza Hameedullah Beg                       |
| 1988 | Mahadevi Varma                              |
| 1989 | M. S. Swaminathan                           |
| 1989 | Uma Shankar Dikshit                         |
| 1989 | Ali Akbar Khan                              |
| 1990 | A. P. J. Abdul Kalam                        |
| 1990 | Semmangudi Srinivasa Iyer                   |
| 1990 | Vallmpadugai Srinivasa Raghavan Arunachalam |
| 1990 | Bhabatosh Dutta                             |
| 1990 | Sirivaputra Sidhram Komkali                 |
| 1990 | Triloki Nath Chaturvedi                     |
| 1991 | Indraprasad Gordhanbhai Patel               |
| 1991 | M. Balamuralikrishna                        |
| 1991 | Hirendra Nath Mukherjee                     |
| 1991 | N. G. Ranga                                 |
| 1991 | Rajaram Shastri                             |
| 1991 | Gulzarilal Nanda                            |
| 1991 | Khusro Faramurz Rustamji                    |
| 1991 | Maqbul Fida Husain                          |
| 1992 | Mallikarjun Bheemarayappa Mansur            |
| 1992 | Shantaram Rajaram Vankudre                  |
| 1992 | Sivaramakrishna Iyer Padmavati              |
| 1992 | Lakshmanshastri Joshi                       |
| 1992 | Atal Bihari Vajpayee                        |
| 1992 | Govinddas Shroff                            |
| 1992 | Kaloji Narayana Rao                         |
| 1992 | Ravi Narayan Reddy                          |
| 1992 | Sardar Swaran Singh                         |
| 1992 | Aruna Asaf Ali                              |
| 1993 | nicht verliehen                             |
| 1994 | nicht verliehen                             |
| 1995 | nicht verliehen                             |
| 1996 | nicht verliehen                             |
| 1997 | nicht verliehen                             |
| 1998 | Lakshmi Sahgal                              |
| 1998 | Usha Mehta                                  |
| 1998 | Nani Ardeshir Palkhivala                    |
| 1998 | Walter Sisulu                               |
| 1999 | Rajagopala Chidambaram                      |
| 1999 | Sarvepalli Gopal                            |
| 1999 | Verghese Kurien                             |
| 1999 | Hans Raj Khanna                             |
| 1999 | V. R. Krishna Iyer                          |
| 1999 | Lata Mangeshkar                             |
| 1999 | Bhimsen Joshi                               |
| 1999 | Braj Kumar Nehru                            |
| 1999 | Dharma Vira                                 |
| 1999 | Lallan Prasad Singh                         |
| 1999 | Nana Deshmukh                               |
| 1999 | Pandurang Shastri Athavale                  |
| 1999 | Satish Gujral                               |
| 1999 | D. K. Pattammal                             |
| 2000 | Krishen Behari Lall                         |
| 2000 | Krishnaswamy Kasturirangan                  |
| 2000 | Manohar Singh Gill                          |
| 2000 | Kelucharan Mohapatra                        |
| 2000 | Hariprasad Chaurasia                        |
| 2000 | Jasraj                                      |
| 2000 | Jagdish Natwarlal Bhagwati                  |
| 2000 | K. N. Raj                                   |
| 2000 | Bhairab Dutt Pande                          |
| 2000 | M. Narasimham                               |
| 2000 | R. K. Narayan                               |
| 2000 | Sikander Bakht                              |
| 2000 | Tarlok Singh                                |
| 2001 | C. R. Rao                                   |
| 2001 | Chakravarthi Vijayaraghava Narasimhan       |
| 2001 | Shiv Kumar Sharma                           |
| 2001 | Man Mohan Sharma                            |
| 2001 | Amjad Ali Khan                              |
| 2001 | Benjamin Arthur Gilman                      |
| 2001 | Hosei Norota                                |
| 2001 | Hrishikesh Mukherjee                        |
| 2001 | John Kenneth Galbraith                      |
| 2001 | Kotta Satchidananda Murty                   |
| 2001 | Zubin Mehta                                 |
| 2002 | C. Rangarajan                               |
| 2002 | Gangubai Hangal                             |
| 2002 | Kishan Maharaj                              |
| 2002 | Soli Jehangir Sorabjee                      |
| 2002 | Kishori Amonkar                             |
| 2003 | Bal Ram Nanda                               |
| 2003 | Kazi Lhendup Dorji Khangsarpa               |
| 2003 | Sonal Mansingh                              |
| 2003 | Bhrihaspati Dev Triguna                     |
| 2004 | Manepalli Narayana Rao Venkatachaliah       |
| 2004 | Amrita Pritam                               |
| 2004 | Jayant Vishnu Narlikar                      |
| 2005 | Bal Krishna Goyal                           |
| 2005 | Karan Singh                                 |
| 2005 | Mohan Dharia                                |
| 2005 | Ram Narayan                                 |
| 2005 | Marthanda Varma Sankaran Valiathan          |
| 2005 | Jyotindra Nath Dixit                        |
| 2005 | Milon Kumar Banerji                         |
| 2005 | R. K. Laxman                                |
| 2006 | Norman Ernest Borlaug                       |
| 2006 | Vishweshwar Nath Khare                      |
| 2006 | Mahasweta Devi                              |
| 2006 | Nirmala Deshpande                           |
| 2006 | Obaid Siddiqui                              |
| 2006 | Prakash Narain Tandon                       |
| 2006 | Adoor Gopalakrishnan                        |
| 2006 | C. R. Krishnaswamy Rao                      |
| 2006 | Charles Correa                              |
| 2007 | Raja Jesudoss Chelliah                      |
| 2007 | Venkataraman Krishnamurthy                  |
| 2007 | Balu Sankaran                               |
| 2007 | Fali Sam Nariman                            |
| 2007 | Prafullachandra Natwarlal Bhagwati          |
| 2007 | Khushwant Singh                             |
| 2007 | Raja Rao                                    |
| 2007 | Narinder Nath Vohra                         |
| 2007 | Naresh Chandra                              |
| 2007 | George Sudarshan                            |
| 2008 | Viswanathan Anand                           |
| 2008 | Rajendra Pachauri                           |
| 2008 | Sachin Tendulkar                            |
| 2008 | N. R. Narayana Murthy                       |
| 2008 | E. Sreedharan                               |
| 2008 | Lakshmi Mittal                              |
| 2008 | Adarsh Sein Anand                           |
| 2008 | P. N. Dhar                                  |
| 2008 | P. R. S. Oberoi                             |
| 2008 | Asha Bhosle                                 |
| 2008 | Edmund Hillary                              |
| 2008 | Ratan Tata                                  |
| 2008 | Pranab Mukherjee                            |
| 2009 | Chandrika Prasad Srivastava                 |
| 2009 | Sunderlal Bahuguna                          |
| 2009 | Debi Prasad Chattopadhyaya                  |
| 2009 | Nirmala Joshi                               |
| 2009 | Jasbir Singh Bajaj                          |
| 2009 | Govind Narain                               |
| 2009 | G. Madhavan Nair                            |
| 2009 | Purshotam Lal                               |
| 2009 | Anil Kakodkar                               |
| 2009 | Ashok Sekhar Ganguly                        |
| 2010 | Ebrahim Alkazi                              |
| 2010 | Umayalpuram K. Sivaraman                    |
| 2010 | Zohra Segal                                 |
| 2010 | Y. Venugopal Reddy                          |
| 2010 | Venkatraman Ramakrishnan                    |
| 2010 | Prathap Chandra Reddy                       |
| 2011 | Kapila Vatsyayan                            |
| 2011 | Homai Vyarawalla                            |
| 2011 | A. Nageswara Rao                            |
| 2011 | K. Parasaran                                |
| 2011 | Akhlaqur Rahman Kidwai                      |
| 2011 | Vijay Kelkar                                |
| 2011 | Montek Singh Ahluwalia                      |
| 2011 | P. Rama Rao                                 |
| 2011 | Azim Premji                                 |
| 2011 | Brajesh Mishra                              |
| 2011 | O. N. V. Kurup                              |
| 2011 | Sitakant Mahapatra                          |
| 2011 | Lakshmi Chand Jain (postum)                 |
| 2012 | K. G. Subramanyan                           |
| 2012 | Mario Miranda (postum)                      |
| 2012 | Bhupen Hazarika (postum)                    |
| 2012 | Kantilal Hastimal Sancheti                  |
| 2012 | T. V. Rajeswar                              |
| 2013 | Yash Pal                                    |
| 2013 | Roddam Narasimha                            |
| 2013 | Raghunath Mohapatra                         |
| 2013 | Syed Haider Raza                            |
| 2014 | Raghunath Anant Mashelkar                   |
| 2014 | B. K. S. Iyengar                            |
| 2015 | Lal Krishna Advani                          |
| 2015 | Amitabh Bachchan                            |
| 2015 | Parkash Singh Badal                         |
| 2015 | D. Veerendra Heggade                        |
| 2015 | Dilip Kumar                                 |
| 2015 | Rambhadracharya                             |
| 2015 | M. R. Srinivasan                            |
| 2015 | K. K. Venugopal                             |
| 2015 | Karim Aga Khan IV.                          |
| 2016 | V. K. Aatre                                 |
| 2016 | Dhirajlal Hirachand Ambani                  |
| 2016 | Girija Devi                                 |
| 2016 | Avinash Dixit                               |
| 2016 | Jagmohan                                    |
| 2016 | Yamini Krishnamurthy                        |
| 2016 | Rajinikanth                                 |
| 2016 | Ramoji Rao                                  |
| 2016 | Sri Sri Ravi Shankar                        |
| 2016 | V. Shanta                                   |
| 2017 | Murli Manohar Joshi                         |
| 2017 | Sunder Lal Patwa                            |
| 2017 | Sharadchandra Govindrao Pawar               |
| 2017 | Udupi Ramachandra Rao                       |
| 2017 | Purno Agitok Sangma (postum)                |
| 2017 | Jaggi Vasudev                               |
| 2017 | K. J. Yesudas                               |